# Onukigallia fanjingensis
Onukigallia fanjingensis är en insektsart som beskrevs av Zhang och Li 1999. Onukigallia fanjingensis ingår i släktet Onukigallia och familjen dvärgstritar. Inga underarter finns listade i Catalogue of Life.